# Hockey in-line ai IV World Skate Games
Le competizioni di hockey su pista ai IV World Skate Games si sono svolte dal 30 agosto al 22 settembre 2024 a Roccaraso, in Italia. 

## Podi

### Uomini
| Evento        | Oro         | Argento   | Bronzo      |
| Torneo Senior | Stati Uniti | Rep. Ceca | Italia      |
| Torneo Junior | Slovacchia  | Spagna    | Stati Uniti |

### Donne
| Evento        | Oro         | Argento     | Bronzo  |
| Torneo Senior | Stati Uniti | Spagna      | Francia |
| Torneo Junior | Spagna      | Stati Uniti | Namibia |